# Pachnobia janae
Pachnobia janae là một loài bướm đêm trong họ Noctuidae.